# ثنائي الطوارئ
ثنائي الطوارئ (بالكورية: 응급남녀)؛ هو مسلسل تلفزيوني كوري جنوبي من بطولة سونغ جي هيو، تشوي جين هيوك، إي بل مو وكلارا إي. عرض المسلسل على قناة تي في إن من 24 يناير حتى 5 أبريل 2014.

## روابط خارجية
ثنائي الطوارئ على موقع IMDb (الإنجليزية)
- ثنائي الطوارئ على موقع ليتربوكسد (الإنجليزية)
- ثنائي الطوارئ على موقع كينوبويسك (الروسية)
- ثنائي الطوارئ على موقع قاعدة بيانات الفيلم (الإنجليزية)